# Plagusia

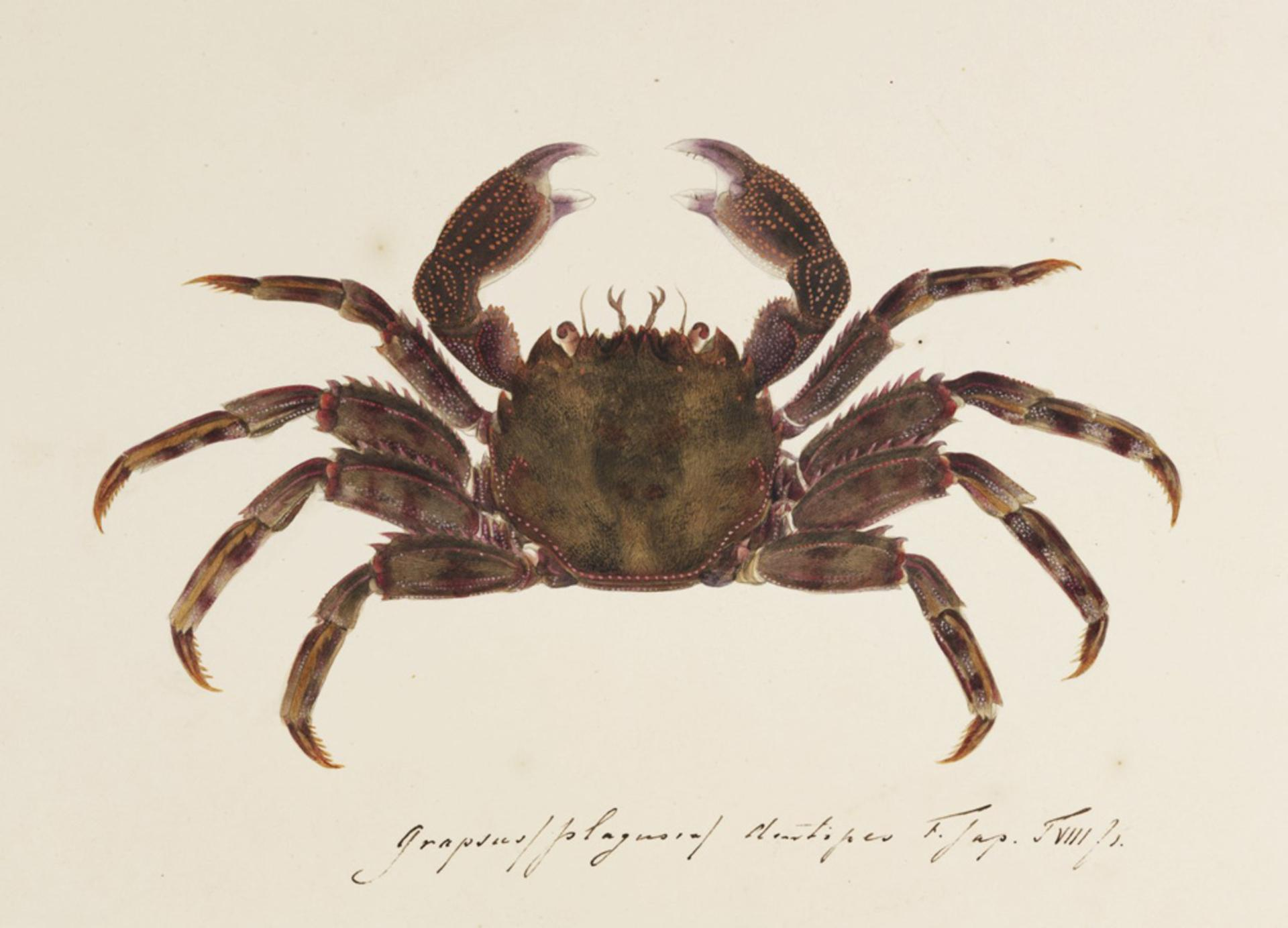
Plagusia dentipes dibujado por Kawahara Keiga en el periodo 1823 - 1829.

Plagusia es un género de cangrejos de la familia Plagusiidae, que contiene las especies siguientes:
- Plagusia depressa (Fabricius, 1775)
- Plagusia immaculata Lamarck, 1818
- Plagusia integripes Garth, 1973
- Plagusia speciosa Dana, 1852
- Plagusia squamosa (Herbst, 1790)